# Valeo (художник)
Валерій Кописов, більш відомий як Valeo (нар. 5 листопада 1990, Херсон, Україна) — український незалежний художник. Він працює з такими жанрами мистецтва як перформанс, відеоарт, фотографія, живопис, колаж, стрітарт, графіті, вишивка. Valeo брав участь у GOGOLFEST та «Книжковому арсеналі» в Києві, фестивалі Terra Futura та Mycelium у Херсоні, а також в багатьох персональних та групових виставках, зокрема й у складі артгрупи VacciNation.

## Біографія
У 14 років Кописов почав займатися брейкдансом, що згодом призвело до занурення у вуличну та графіті-культуру. 2007 року він з друзями грав в Marc Ecko’s Getting Up: Contents Under Pressure і вони вирішили піти малювати на вулицю, щоб обтегати нелегальні залізні споруди. Тоді Валерій назвався West, адже обожнював реп-музику з Західного узбережжя США. Але через рік вирішив змінити нікнейм. Занурившись в корінь ім’я, яким його назвали батьки, він дізнався що Валерій пішло від латинського слова Valeo — бути здоровим, сильним, міцним.
2011 року разом з іншими херсонськими художниками, Сергієм Серко та Маріанною Таріш, створили артгрупу VacciNation. Вони малювали стінописи на фестивалях Kharkiv street-art fest (2011), Арт-Поле в Івано-Франківську (2012), Respublica fest в Кам'янці-Подільському (2013), а також перебували в резиденції на Тайвані (2015).
За останні два роки його відео перформансів та відеоарт були представлені на групових виставках за кордоном. 2022 року — на виставці «Тригер» в Естонії, а 2023 року — на виставці «Сад» у Швеції. Також з початком повномасштабної війни він активно бере участь у благодійних аукціонах.

## Фотографія
Паралельно з графіті, 2007 року він почав займатися фотографією та відеоартом. Valeo документував все, що бачив в режимі 24/7 тоді, коли ще не було культури смартфонів. 
Через три роки знайома привела його у школу фотографії «Свіжий погляд», яка раз на тиждень збиралася у Херсонській обласній універсальний науковій бібліотеці імені Олеся Гончара. Valeo приніс на розгляд міським фотографам знімки лайна в формі сердечка та мертвої кішки біля дороги. Наступного дня після того, як його прийняли в школу, він виклав на їх сайт фотографії овець, що розірвали вовки біля лісу. Valeo попросили прибрати їх. Згодом, за те, що художник запропонував їм ввести цензуру, його виключили зі школи. 
Наразі він продовжує документувати навколишній світ, використовуючи смартфон, цифровий фотоапарат, мікроскоп та монокуляр. 

## Живопис
Valeo малює з дитинства: «Я брав олівець, шматок паперу — і щось створював без певної ідеї, продуманої заздалегідь».
|  | І зараз у мене в принципі такий самий процес — ескізи мені не цікаві, не цікаво думати над малюнком, адже коли довго думаєш над ним, виходить брехливий малюнок, його створює розум, а не відкрита душа. Я вважаю, чим швидше мистецтво створюється, тим воно чистіше. Я малюю не на емоціях (емоції - це щось дуже просте, на емоціях створюється дуже багато бід і страждань) — творю в потоці, у дуже усвідомленому потоці. |

Він працює у власному напрямку живопису, в якому змішалися абстрактні форми, психоделічні кольори та езотеричний зміст.
|  | …Я хочу, щоб глядач побачив, що світ безмежний, в ньому немає крапки. І вірю в те, що мистецтвом я займаюсь багато тисячоліть. На мою думку, митець сам нічого не вигадує — він тільки проєктор. Бере енергію з космосу і проєктує це у картинах. |

## Колаж
2014 року Valeo брав участь у груповій виставці, а також провів майстер-клас по колажу на фестивалі «Книжковий арсенал» в Києві. Його ідеєю було створити хаос і так і вийшло: за дві з половиною години люди приходили і виходили, журнали, що лежали на столах, падали на підлогу, все було в фарбі та клею. Valeo діяв в межах стендап-хепенінгу: розповідав історії з життя, а також — як краще використовувати та поєднувати матеріали. 
Для створення колажів він використовує різноманітні матеріали: дерево, папір, картон, текстиль та інше. А процес створення колажів художник називає «схожим на шаманські ритуали». 

## Перформанс
Починаючи з 2014 року він виконав вісім перформансів: «Агресія до природи» (2014) в Києві, «Красна площа» (2014) в Харкові, «Приречене дитя» (2018), «5 гривень» (2019) та «Задуха» (2020) в Херсоні, «Ковток нового» (2017) та «Самовільне бичування» (2017) в Одесі, а також «Пошук очей» (2015) в тайванському місті Гаосюн.
Перформанс «5 гривень» Valeo створив під час персональної виставки «Пізнай себе» в Херсонському обласному художньому музеї імені Олексія Шовкуненка. Валерій сів навпроти входу з картинами та табличкою «всі картини по 5 гривень», поки його не вигнав охоронець, не знаючи що це його виставка проходить в музеї. 
Основна тематика перформансів художника — саморуйнування, зокрема в останньому перформансі «Задуха» він виступає голим з петлею на шиї. До цієї презентації Valeo півмісяця жив у наметі на острові Джарилгач в Херсонській області.
|  | «Це був один із найнебезпечніших і травматичних перформансів: все тіло було в подряпинах і саднах, а на горлі був червоний слід від мотузки». |

## Персональні виставки
- 2015 — «Духовища», арт-центр PIER-2, Гаосюн, Тайвань
- 2017 — «Дірка в голові», Музей сучасного мистецтва Одеси
- 2018 — «Червоне обличчя», галерея НСХУ Херсон
- 2019 — «Пізнай себе», Херсонський художній музей